# Klasztor cystersów w Hauterive

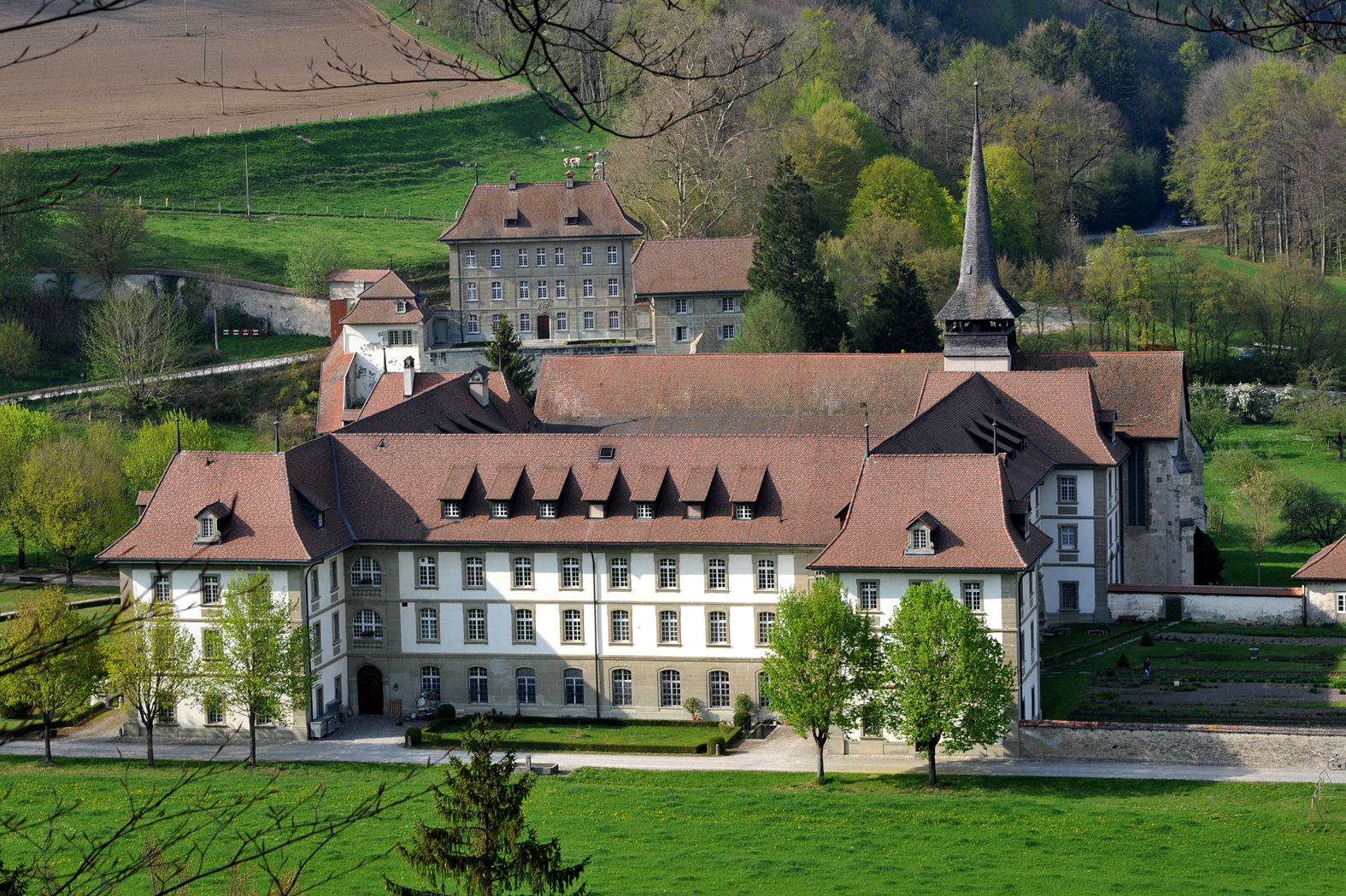
Klasztor w Hauterive (widok od strony południowej)

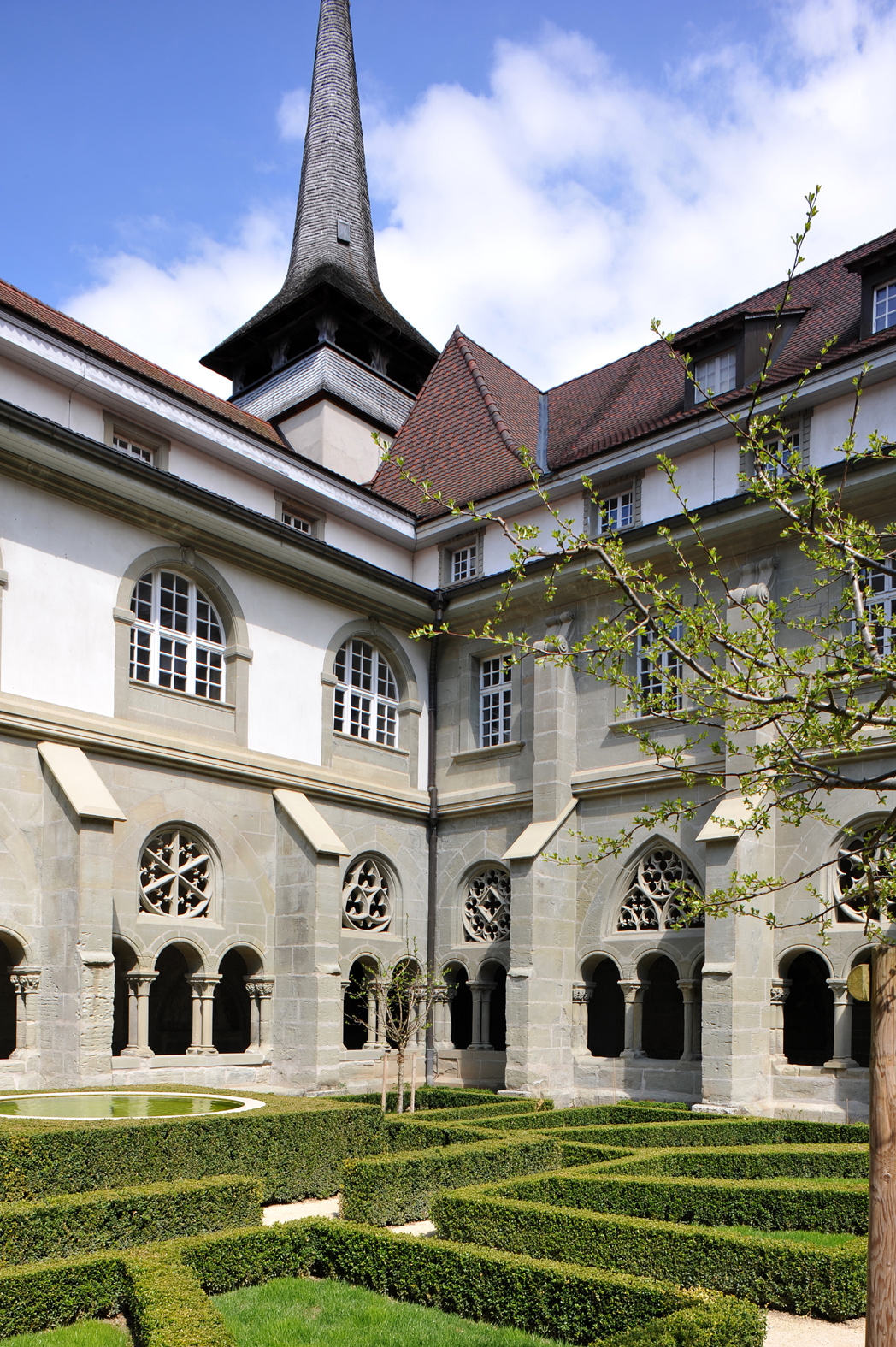
Klasztor w Hauterive, wirydarz

Klasztor cystersów w Hauterive – opactwo zakonu cystersów, położone w gminie Hauterive w Szwajcarii. Funkcjonuje obecnie, licząc ok. 20 zakonników.

## Położenie
Opactwo znajduje się w dystrykcie Sarine w kantonie Fryburg. Jego zabudowania wznoszą się 7 km od Fryburga, na płaskim terenie (578 m n.p.m.) w zakolu rzeki Sarine.
Francuska nazwa Haute rive pochodzi od łacińskiego alta ripa, co oznacza „wysoki brzeg”. Nawiązuje do imponującego, urwistego brzegu, wyrzeźbionego przez wody Sarine, który zamyka otoczenie klasztoru od południa.

## Historia
Na terenach dzisiejszej Szwajcarii zakon cystersów pojawił się w 1131 r. z inicjatywy samego św. Bernarda z Clairvaux. To on spowodował przyłączenie do Zakonu bardzo młodego opactwa w Bonmont (Vaud), pierwotnie benedyktyńskiego posłuszeństwa. Otworzyło to drogę do następnych fundacji, których liczba sięgała dziesiątek.
Opactwo cystersów w Hauterive zostało założone w 1138 roku przez miejscowego seniora, Guillaume de Glâne, pana Ecuvillens, jako drugie z kolei na terenie dzisiejszej Szwajcarii. Ofiarując swoją ziemię, pozwolił na założenie nowego klasztoru i wezwał mnichów z Cherlieu (dziś Montigny-lès-Cherlieu, Haute-Saône, francuska część Jury), aby rozpoczęli tam życie monastyczne. Przybyło ich według tradycji dwunastu. W 1185 r. klasztor Hauterive został poddany pod władzę opactwa w Kappel (obecnie w kantonie Zurych), ale tamtejsza społeczność zakonna rozproszyła się w 1527 r. w wyniku reformacji. Opactwo Hauterive przeżywało okresy rozkwitu lub upadku, podlegające kaprysom religijnej i politycznej historii regionu, aż do jego zniesienia w 1848 roku, po klęsce Sonderbundu w ostatniej wojnie Szwajcarów.
Po 91-letniej przerwie, podczas której w zabudowaniach klasztornych mieściła się  Kantonalna Szkoła Rolnicza, a następnie szkoła powszechna, klasztor zaczął ponownie żyć życiem zakonnym w 1939 roku dzięki przybyciu austriackich mnichów z opactwa Wettingen-Mehrerau (Vorarlberg). U progu XXI wieku opactwo liczy około dwudziestu mnichów z całej Szwajcarii oraz z zagranicy, tak, że trzy główne szwajcarskie kultury narodowe są w nim harmonijnie reprezentowane.
Zabudowania opactwa zachowały się do dziś w doskonałym stanie. W czworoboku zabudowań klasztornych, z położonym wewnątrz wirydarzem, wyróżniają się trzy skrzydła trzykondygnacyjnych zabudowań mieszkalnych, hotelowych i produkcyjnych oraz skrzydło czwarte, które zajmuje kościół klasztorny. Wokół znajdują się zabudowania gospodarcze, ogrody itp. Kościół, zbudowany około 1160 r., został później w XIV w. gruntownie przekształcony i wyposażony w witraże. W tym samym czasie przebudowano w stylu gotyckim wirydarz.
W soboty o 14.00 klasztor organizuje regularne zwiedzanie dla wszystkich zainteresowanych (grupy max. 40-osobowe). W pozostałe dni (z wyjątkiem niedziel, poniedziałków i niektórych świąt) zwiedzanie możliwe po uprzednim zaanonsowaniu telefonicznym. Klasztor organizuje również 3-5 dniowe pobyty kontemplacyjne. Mnisi prowadzą równiesprzedaż własnych wyrobów (pieczywa, przetworów owocowo-warzywnych, wina, piwa, likierów itp.).
Przy klasztorze działa, założone w 1952 r., Stowarzyszenie Przyjaciół Opactwa Hauterive (fr. l'Association des Amis de l'Abbaye d'Hauterive), liczące obecnie (2020 r.) blisko 3400 członków.